# Nakatsugawa
Nakatsugawa (中津川市, Nakatsugawa-shi) est une ville située au sud-est de la préfecture de Gifu, au Japon. Le centre de la ville prospérait comme ville d’étape autrefois.

## Géographie

### Situation

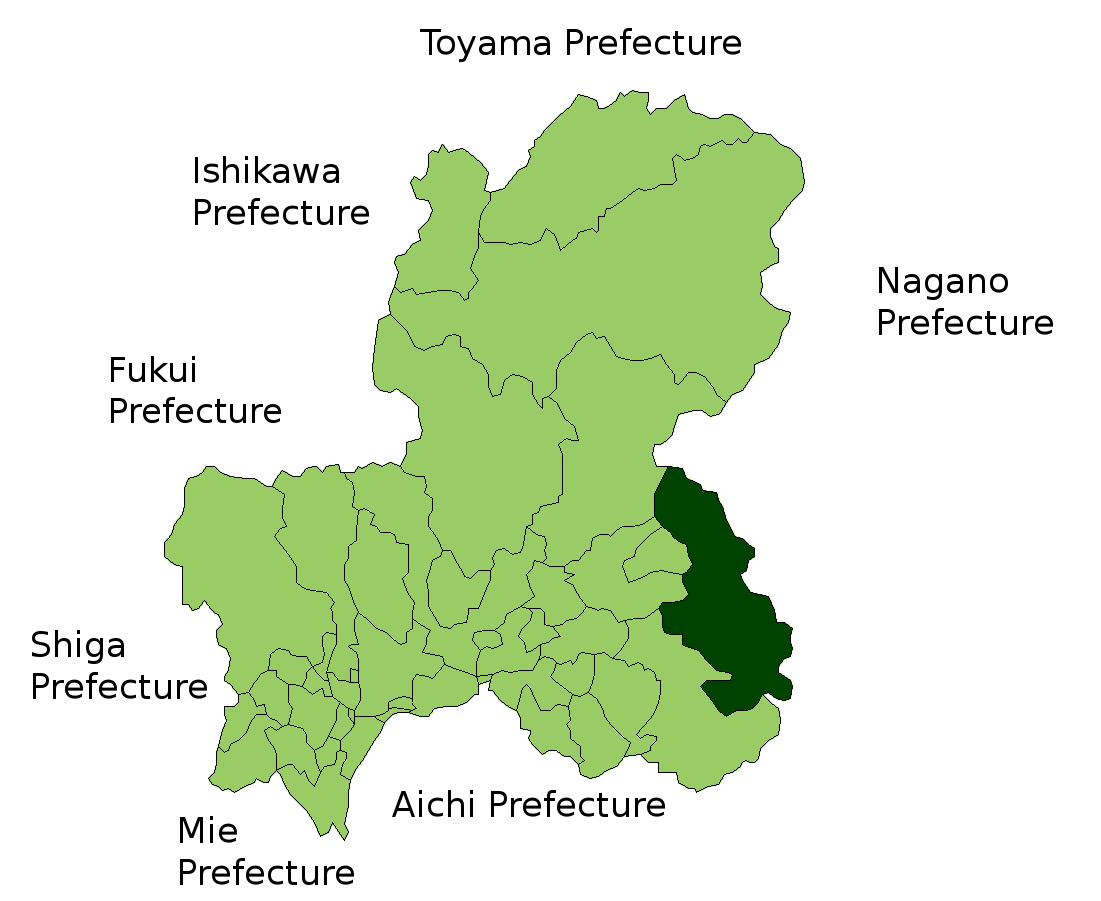
Localisation dans la préfecture de Gifu.

Nakatsugawa est située dans le sud-ouest de la préfecture de Gifu. Elle est contiguë à la préfecture de Nagano.

### Démographie
En avril 2020, la population de la ville de Nakatsugawa était de 75 999 habitants pour une superficie de 676,45 km2. 

### Hydrographie
La ville est traversée par le fleuve Kiso.

## Histoire
À l’époque Edo, la ville de Nakatsugawa était une ville d’étape, appelée Nakatsugawa-juku. Elle était connue comme une des 69 étapes du chemin de Nakasendo.
- 1er avril 1952 : la municipalité est formée par la fusion de deux bourgs. L’année suivante, le statut de ville a été appliqué. Après plusieurs fusions de plusieurs villes voisines, la ville est devenue la Nakatsugawa de maintenant.
- 13 février 2005 : les villages de Hirukawa, Kashimo et Kawaue et les bourgs de Fukuoka, Sakashita et Tsukechi (appartenant tous au district d'Ena qui sera supprimé à cette occasion) et le village de Yamaguchi du district de Kiso de la préfecture de Nagano sont réunis à Nakatsugawa[2].

## Transports
La ville est desservie par la ligne principale Chūō de la JR Central et par la ligne Akechi de la compagnie Aketetsu. La gare de Nakatsugawa est la principale gare de la ville.

## Jumelage
Nakatsugawa est jumelée avec Registro au Brésil.

## Personnalités liées à la ville
- Tōson Shimazaki (25 mars 1872-22 août 1943), né Haruki Shimazaki, écrivain japonais des ères Meiji, Taishō et Shōwa est né dans ce qui est devenu la ville de Nakatsugawa.
- Junji Itō, mangaka, est né en 1963 dans la préfecture de Gifu.